# Richteriola portentosa
Richteriola portentosa är en tvåvingeart som beskrevs av Louis-Paul Mesnil 1963. Richteriola portentosa ingår i släktet Richteriola och familjen parasitflugor.
Artens utbredningsområde är Iran. Inga underarter finns listade i Catalogue of Life.